# Pablo Salazar
Pablo Salazar Sánchez (né le 21 novembre 1982 à San José au Costa Rica) est un footballeur international costaricien, qui évolue au poste de défenseur avant de devenir entraîneur.

## Biographie

### Carrière en sélection
Avec l'équipe du Costa Rica, il a joué 5 matchs (pour aucun but inscrit) depuis 2005. Il figure notamment dans le groupe des sélectionnés lors de la Gold Cup de 2009.
Il a également participé aux JO de 2004.